# Rowena Morrill
Rowena Morrill (14 settembre 1944 – 11 febbraio 2021) è stata un'artista e illustratrice statunitense. Era specializzata in illustrazioni per romanzi fantasy e fantascientifici. Contribuì anche alla realizzazione di calendari, portfoli e copertine di riviste.
Iniziò la carriera nell'ambito dell'illustrazione negli anni settanta, con la copertina di un romanzo rosa per conto della Ace Books. Successivamente si dedicò all'illustrazione di copertine di romanzi horror: il primo fu, nel 1977, Isobel, di Jane Parkhurst, cui seguirono diverse copertine anche per opere di Lovecraft; successivamente passò alle ambientazioni fantasy e fantascienza.
Fu nominata per cinque volte al Premio Hugo: una volta per il suo libro The Fantastic Art of Rowena Morrill e le altre quattro nella categoria Miglior artista professionista. Nel 1984 ricevette il British Fantasy Award. Nel 2020 conseguì un Life Achievement Award alla Virtual World Fantasy Convention 2020